# Jewgeni Bagrationowitsch Wachtangow

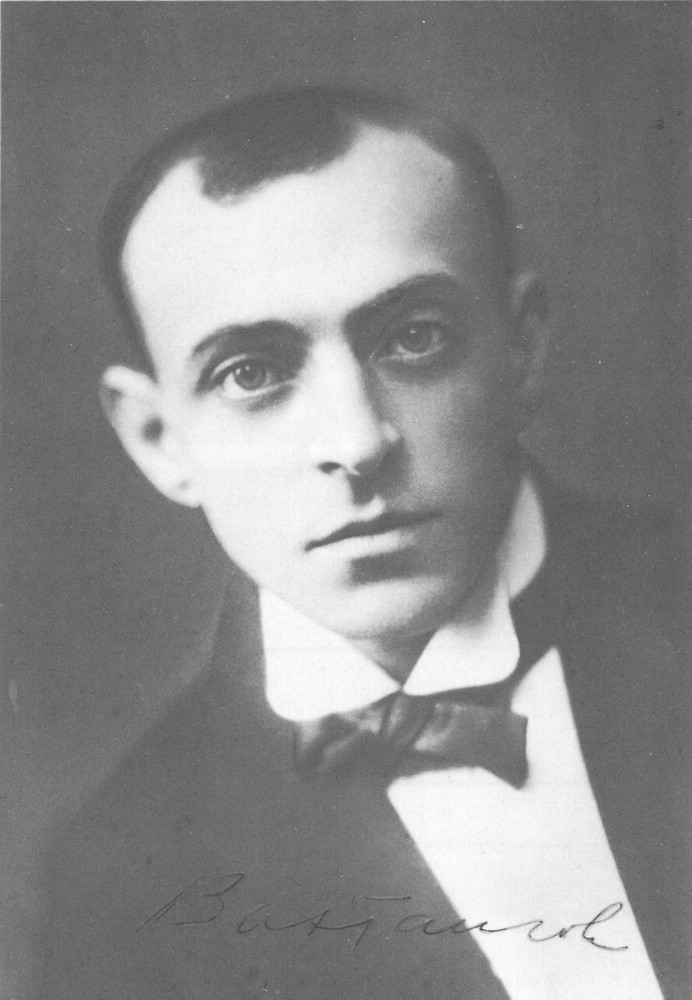
Jewgeni Wachtangow

Jewgeni Bagrationowitsch Wachtangow (russisch Евгений Багратионович Вахтангов; * 1. Februarjul. / 13. Februar 1883greg. in Wladikawkas; † 29. Mai 1922 in Moskau) war ein russischer Schauspieler und Theaterregisseur. Das Moskauer Wachtangow-Theater sowie das Russische Theater in seiner Heimatstadt Wladikawkas wurden nach seinem Tod nach ihm benannt.

## Leben
Jewgeni Wachtangow entstammte einer wohlhabenden armenisch-russischen Familie; sein Vater Bagration Wachtangow war Tabakfabrikant. 1903 begann Wachtangow ein Studium an der Moskauer Universität, zunächst der Naturwissenschaften, später wechselte er an die juristische Fakultät.
Bereits ab 1901 hatte er sich in seiner Heimatstadt Wladikawkas an Laientheaterzirkeln als Schauspieler und Regisseur beteiligt, wobei er unter starkem Einfluss des Moskauer Künstlertheaters (MChT, später MChAT) stand. In der gleichen Zeit schrieb er erste Erzählungen und Artikel über das Theater, die in der Zeitung Terek erschienen. 1909 begann er eine Ausbildung an A. Adaschews Theaterschule in Moskau. Nach deren Abschluss wurde er 1911 in das MChT-Ensemble aufgenommen. Er trat dort als entschiedener Verfechter der Ideen und des Systems von Stanislawski auf und feierte große Erfolge beispielsweise als Darsteller, teils zugleich als Regisseur, in Hauptmanns Friedensfest (1913), Dickens’ Das Heimchen am Herde (1914) und Shakespeares Was ihr wollt (1919).
In den Jahren nach der Oktoberrevolution 1917 intensivierte Wachtangow seine Regietätigkeit an verschiedenen Theaterstudios des MChT/MChAT und leitete ein eigenes, aus dem das heutige nach ihm benannte Moskauer Theater hervorging; er inszenierte unter anderem Stücke von Tschechow, Maeterlinck, Strindberg und Gozzi. Ab 1919 war er auch Leiter der Theaterabteilung des Volkskommissariats für Bildung. Seine Tätigkeit wurde von führenden Persönlichkeiten der Theaterszene, wie Stanislawski und Nemirowitsch-Dantschenko, hoch eingeschätzt.
Jewgeni Wachtangow starb an einer Magenkrebserkrankung. Er ist auf dem Moskauer Nowodewitschi-Friedhof begraben.

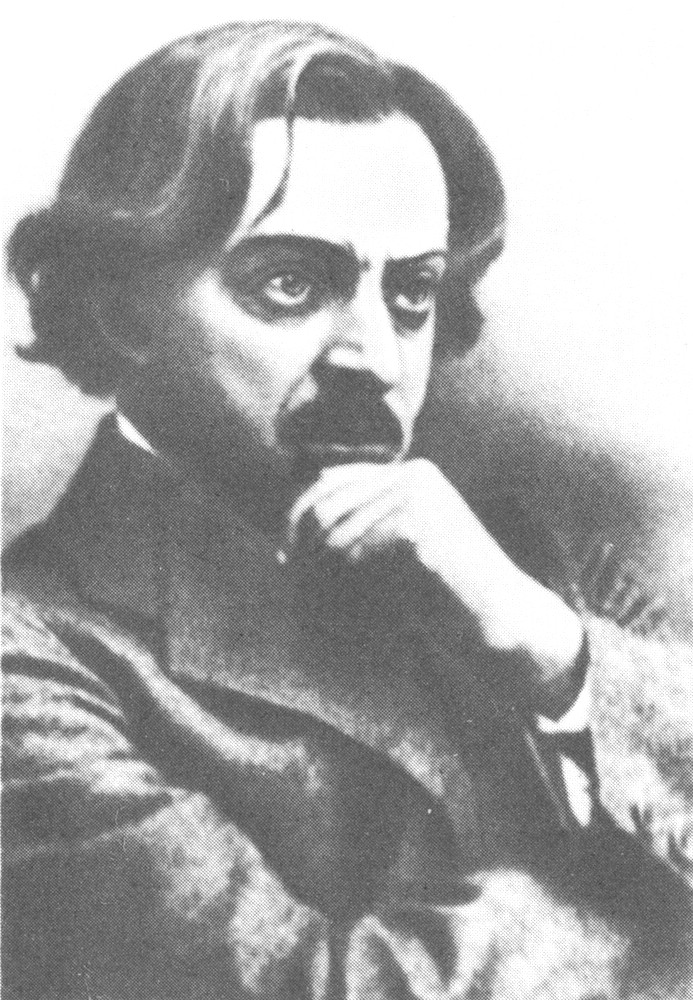
Wachtangow als Kraft in Andrejews Der Gedanke (1914)
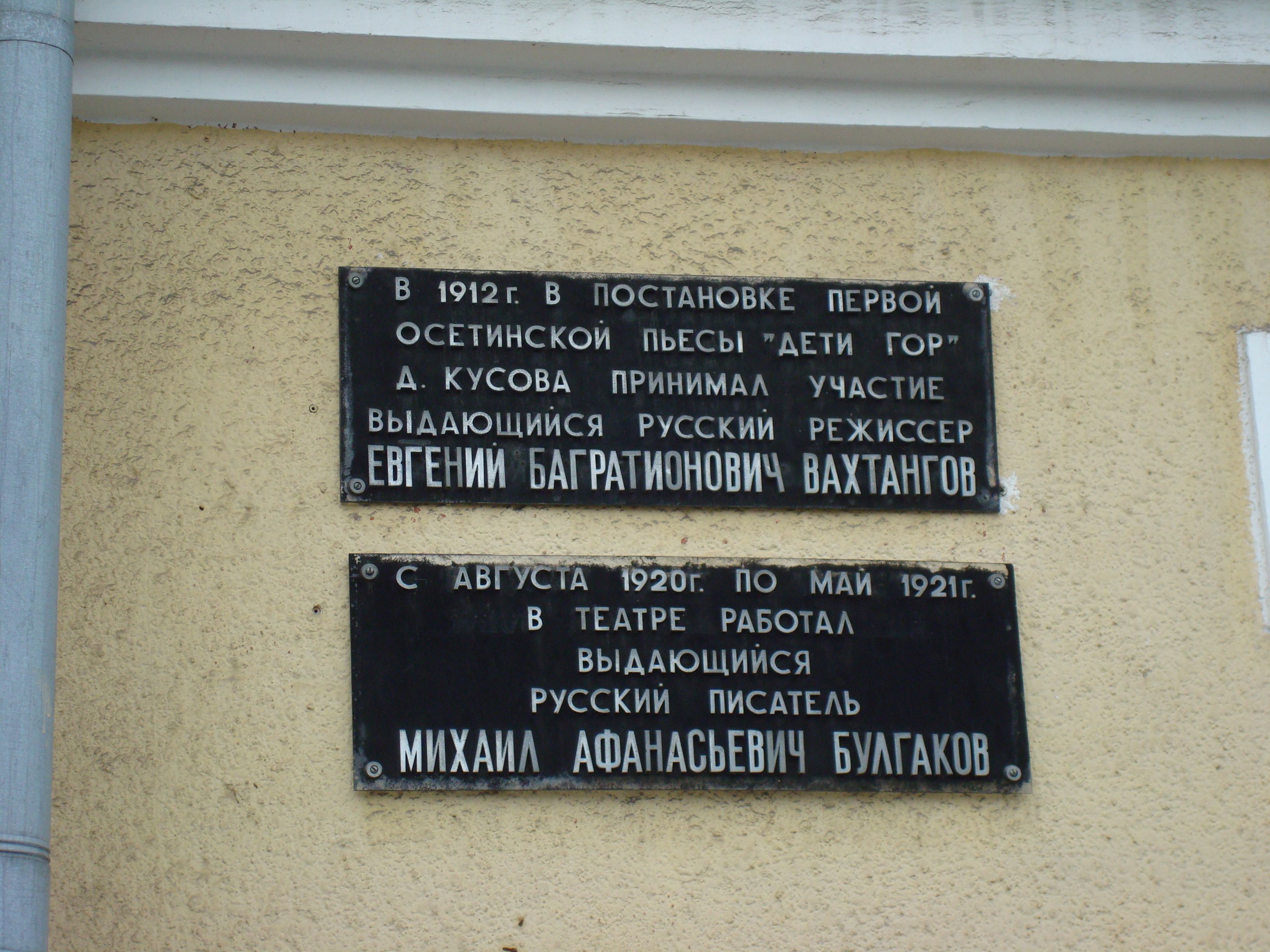
Gedenktafel am Theater in Wladikawkas (oben; unten für Bulgakow)

## Werke
- Schriften : Aufzeichnungen, Briefe, Protokolle, Notate, Hrsg. von Dieter Wardetzky, Henschelverlag Kunst u. Gesellschaft, 1982